# Bilaterale Vestibulopathie
Eine bilaterale Vestibulopathie (BVP) ist eine beidseitig auftretende Erkrankung des Gleichgewichtsorgans, die zu einem teilweisen oder vollständigen Ausfall des Organs führt. Sie gehört zu den Schwindelsyndromen.

## Ursachen
In über 50 % der Fälle lässt sich keine Ursache sichern (idiopathisch). In diesen Fällen ist eine degenerative Erkrankung anzunehmen. Die häufigsten erkennbaren Ursachen sind:
1. ototoxische Medikamente (13 %): Aminoglykoside, Zytostatika, Schleifendiuretika
2. beidseitiger Morbus Menière (7 %)
3. Meningitis (5 %)

Weitere seltene Ursachen einer bilateralen Vestibulopathie sind u. a.:
1. HNO-ärztliche Operationen
2. zerebelläre Erkrankungen: CANVAS-Syndrom, spinozerebelläre Ataxien, Multisystematrophien
3. Labyrinthitis (z. B. Streptokokken, Mycobacterium tuberculosis)
4. Tumoren: bilaterale Vestibularisschwannome bei Neurofibromatose Typ 2, Non-Hodgkin-Lymphom, Meningeosis carcinomatosa, Tumorinfiltration der Schädelbasis
5. Autoimmunerkrankungen: Cogan-Syndrom, Neurosarkoidose, Morbus Behçet, zerebrale Vaskulitis, systemischer Lupus erythematodes, Polychondritis, Rheumatoide Arthritis, Polyarteriitis nodosa, Granulomatose mit Polyangiitis, Riesenzellarteriitis, Antiphospholipid-Syndrom
6. Neuropathien: Vitamin-B12-Mangel, Vitamin-B6-Mangel, hereditäre sensorische und motorische Neuropathie (HSMN IV)

## Klinik
Patienten mit einer bilateralen Vestibulopathie klagen meist über einen bewegungsabhängigen Schwankschwindel und über eine Gang- und Standunsicherheit, die sich in Dunkelheit und auf unebenem Grund verstärkt. Im Sitzen und Liegen sind die Betroffenen i. d. R. beschwerdefrei. Ungefähr 40 % der Patienten bemerken ein Unscharfsehen beim Gehen und bei Kopfbewegungen (Oszillopsien). Außerdem treten Störungen des räumlichen Gedächtnisses und der Navigation auf, oft begleitet von einer Hippocampusatrophie.

## Diagnose
Für die Diagnose einer bilateralen Vestibulopathie müssen mindestens zwei der folgenden vier Kriterien vorliegen:
1. Unsicherheit beim Gehen oder Stehen und/oder bewegungsinduziertes unscharfes Sehen bzw. Oszillopsien und/oder Verschlechterung des Schwankschwindels in der Dunkelheit und/oder auf unebenem Boden
2. Keine Symptome beim Sitzen oder Liegen ohne translatorische Bewegungen
3. Beidseitig reduzierte/fehlende Funktion des horizontalen vestibulo-okulären Reflexes (VOR): Testung durch Kopfimpulstest oder kalorische Testung
4. Keine bessere Erklärung der Symptome durch eine andere Erkrankung

Beim Kopfimpulstest zeigen sich sowohl bei Kopfdrehung nach rechts und links Refixationssakkaden als Ausdruck des Hochfrequenzdefizits des VOR. Bei unklarem Ergebnis kann auch eine Videookulographie erfolgen. Auch der VOR-Lesetest mit Bestimmung der Visusabnahme bei Kopfdrehungen (Dynamic Visual Acuity) ist diagnostisch hilfreich. Darüber hinaus zeigen sich keine Störungen der Okulomotorik, außer bei Patienten mit CANVAS-Syndrom oder anderen zerebellären Okulomotorikstörungen.
Die Stand- und Gangprüfungen sind bei offenen Augen weitgehend normal. Bei geschlossenen Augen zeigt sich ein Körperschwanken im Romberg-Standversuch sowie beim Seiltänzergang. Die bilaterale Vestibulopathie kann weiterhin mit oder ohne Hörstörungen verlaufen.
Je nach Ursache finden sich weitere Zeichen, z. B. Blutungen und Kontrastmittelaufnahme im Labyrinth und/oder in der Cochlea in der Magnetresonanztomographie bei Patienten mit Cogan-Syndrom, ein beidseitiger Endolymphhydrops bei Morbus Menière, zerebelläre Störungen wie Downbeat-Nystagmus gepaart mit Neuropathie bei CANVAS-Syndrom (vermutlich häufigste Ursache bei den vermeintlich idiopathischen Formen).

## Therapie
Eine bilaterale Vestibulopathie aufgrund einer autoimmunen Genese kann immunsuppressiv behandelt werden. Hierfür eignen sich Glukokortikoide (z. B. hochdosierte Steroidtherapie beim Cogan-Syndrom) sowie ggf. Azathioprin oder Cyclophosphamid. Entscheidend ist die Förderung der zentralen Kompensation durch eine Physiotherapie.